# De Geest (achternaam)
De Geest is een Vlaamse en Nederlandse achternaam. De naam kan afkomstig zijn van een bijnaam voor een geestelijke, maar zou ook kunnen verwijzen naar het toponiem -geest. In België komt de naam hoofdzakelijk voor geconcentreerd in en rond Oost-Vlaanderen. Een minder courante variant is "Degeest", die vooral rond de stad Tienen voorkomt.

## Bekende naamdragers
- David De Geest (1984), Belgische dirigent
- Edward De Geest (1950), Belgische organist
- Jacob de Geest (17de eeuw), Zuid-Nederlandse schilder
- Jozef De Geest (1908-1991), burgemeester van de Belgische stad Wervik
- Luk De Geest (1947-2018), Belgische priester
- Mark De Geest (1951), Belgische auteur en regisseur
- Michael De Geest (1982), Belgische organist
- Steven De Geest (1981), Belgische voetballer
- Willy De Geest (1947), Belgische wielrenner
- Wouter De Geest (1954), Belgische bedrijfsleider en bestuurder